# Clubiona dubia
Clubiona dubia es una especie de araña araneomorfa de la familia Clubionidae.

## Distribución geográfica
Es endémica de la isla Santa Elena.